# Micropera pallida
Micropera pallida là một loài thực vật có hoa trong họ Lan. Loài này được (Roxb.) Lindl. mô tả khoa học đầu tiên năm 1832.